# Hypena sordida
Hypena sordida är en fjärilsart som beskrevs av Rothschild 1921. Hypena sordida ingår i släktet Hypena och familjen nattflyn. Inga underarter finns listade i Catalogue of Life.